# مركز حمد الجاسر الثقافي
مركز حمد الجاسر الثقافي، هو مركز لخدمة التراث الثقافي للشيخ حمد الجاسر يخدم الباحثين والدارسين في المجالات التي عني بها الشيخ حمد الجاسر. ومن هذه المجالات: تاريخ العرب، وآدابهم وتراثهم الفكري، من أدب وتاريخ ولغة عربية وجغرافيا وصحافة وتعليم وطباعة ومخطوطات وأنساب وغيرها.

## بدايات المركز
حين زار الملك سلمان بن عبدالعزيز منزل أسرة حمد الجاسر لمواساتهم في فقيدهم، أيد فكرة تأسيس مشروع يُخلد ذكراه على أن يتم اجتماع عدد من المهتمين بالمشروع ويرفعون له ما توصلوا إليه، وفي يوم الأثنين 27 /6/ 1421هـ استضافت الغرفة التجارية الصناعية بالرياض اللجنة التأسيسية وتضم خمسة وعشرين مفكراً، والغرض الأساسي للمؤسسة هو خدمة التراث الثقافي العربي والعناية بإسهامات الشيخ حمد الجاسر في نشر التراث وتحقيقه وخدمة الباحثين والدارسين في المجالات التي عني بها الشيخ في تاريخ العرب وآدابهم وتراثهم الفكري من خلال المركز.

## الأهداف
- مركز الشيخ حمد الجاسر الثقافي لتراث الجزيرة العربية ودراساتها.
- استمرار مجلة العرب في الصدور لخدمة تاريخ العرب وآدابهم وتراثهم الفكري.
- العناية بمكتبة الشيخ حمد الجاسر الخاصة وإمدادها بما يدعمها من الكتب والمخطوطات وتحديث آليات البحث فيها.
- استمرار دار اليمامة للبحث والترجمة والنشر في نشر مؤلفات الشيخ حمد الجاسر وغيره مما يخدم تراث الجزيرة على نهج الشيخ حمد الجاسر.
- إيجاد قاعة للمحاضرات.
- جائزة الشيخ حمد الجاسر لتراث الجزيرة العربية.
- استمرار المنتدى الأسبوعي للشيخ حمد الجاسر.
- متحف الشيخ حمد الجاسر.
- استمرار تحديث موقع الشيخ حمد الجاسر وتطويره على الإنترنت.
- إقامة الندوات والمؤتمرات العلمية في مجال تخصصها.
- كل ما يخدم غرضها الأساسي من مشروعات.[3]

## المستفيدون
- المواطنون.
- طلاب الدراسات العليا.

## المشاريع والأنشطة
- الخميسية.
- مجلة العرب.
- النشر العلمي.
- دار اليمامة.

## الأقسام واللجان
- اللجنة التنفيذية.
- اللجنة العلمية.
- هيئة تحرير مجلة العرب.[4]

## المطبوعات الدورية
- مجلة العرب.
- التقرير السنوي.

## خدماتها في المجالات الثقافية
- نشر التراث الثقافي للشيخ حمد الجاسر.
- دعم ورعاية الباحثين والدارسين في تاريخ العرب وآدابهم وتراثهم الفكري وبخاصة ما يتعلق منه بالجزيرة العربية.
- دعم ورعاية المشروعات الخدمية في مجال البحوث والدراسات.
- التعاون مع مراكز البحوث والدرسات.
- إنشاء موقع للشيخ حمد الجاسر على الإنترنت.
- استمرار إصدار مجلة العرب.
- فتح مكتبة الشيخ حمد الجاسر للدارسين والباحثين.
- إمداد المكتبة بالكتب والمخطوطات لإثرائها.

## من مؤلفاته
- كتب في الرحلات: «رحلات حمد الجاسر للبحث عن التراث»، «في الوطن العربي»، «إطلالة على العالم الفسيح»، «في سراة غامد وزهران»، «في شمال غرب الجزيرة».
- كتب في الأنساب: «معجم قبائل المملكة العربية السعودية» جزءان، كتاب «البرود»، «جمهرة أنساب الأسر المتحضرة في نجد» جزءان، «باهلة القبيلة المفترى عليها».
- كتب في تحديد المواضع: من أقسام «المعجم الجغرافي للبلاد العربية السعودية» (مقدمة المعجم) جزءان، (قسم شمال المملكة) ثلاثة أجزاء، (قسم المنطقة الشرقية) أربعة أجزاء، (المعجم المختصر) ثلاثة أجزاء.
- كتب في تاريخ البلدان: «بلاد ينبع»، «مدينة الرياض عبر أطوار التاريخ».
- كتب عن الخيل: «معجم أسماء خيل العرب وفرسانها»، «أصول الخيل العربية الحديثة».
- كتب في التراجم: «مع الشعراء»، تراجم لبعض شعراء مجهولين، نشره (نادي القصيم الأدبي)، «ابن عربي موطد الحكم الأموي في نجد»، ترجمة إبراهيم بن إسحاق الحربي في مقدمة كتاب «المناسك» الطبعة الأولى، «معجم المطبوعات العربية» إشراف، «رحالة غربيون في بلادنا».
- كتب في المباحث اللغوية: «نظرات في كتاب تاج العروس»، «ملاحظات على المعجم الكبير» بالاشتراك.
- وحقق من الكتب: «رسائل في تاريخ المدينة»، «الأماكن» للحازمي جزءان، «الأمكنة والمياه والجبال» لنصر الإسكندري ثلاثة أجزاء تحت الطبع، «المناسك» أو «الطريق» – الطبعة الثانية، «المغانم المطابة في معالم طابة» قسم الجغرافية، «البرق اليماني في الفتح العثماني» لقطب الدين النهروالي، «التعليقات والنوادر» للهجري أربعة أجزاء في الشعر واللغة والمواضع والأنساب – دراسة وتحقيق -، «الجوهرتين» للحسن بن أحمد الهمداني مع بحث في المعادن والتعدين، «الإيناس في علم الأنساب» للوزير المغربي، «أدب الخواص» للوزير المغربي، «المحمدون في الشعراء» للقفطي – إشراف، «شعر الشنفرى الأزدي» إشراف، «معجم الشيوخ» لابن فهد بالاشتراك، «الدرر الفرائد المنظمة في أخبار الحاج وطريق مكة المعظمة» للجزيري في ثلاثة أجزاء، «جمهرة نسب قريش» للزبير بن بكار – إشراف، جزءان.

## تكريمه
- منح جائزة الدولة التقديرية في الأدب عام 1404 هـ؛ لإسهامه وعطائه الزاخر من إثراء ميادين الفكر والأدب.
- منح وسام التكريم من مجلس التعاون الخليجي عام 1410 هـ.
- منح وسام الملك عبد العزيز عند ما اختير الشخصية السعودية المكرمة في المهرجان الوطني للتراث والثقافة (الجنادرية) عام 1415 هـ.
- منحته جامعة الملك سعود الدكتوراه الفخرية عام 1416 هـ؛ لما قدّمه للساحة الثقافية السعودية من عطاء وافر متواصل، وما قدّمه للمكتبة العربية والإسلامية من إثراء تاريخي وجغرافي وأدبي ولغوي.
- نال جائزة الملك فيصل العالمية للأدب العربي عام 1416 هـ الموافق 1996.
- نال جائزة سلطان العويس الأدبية في الإمارات العربية المتحدة في مجال الإنجاز الثقافي والعلمي عام 1416 هـ.
- نال جائزة الكويت للتقدم العلمي عن كتاب «أصول الخيل العربية الحديثة»، عام 1416هـ.

## معالم حملت اسمه
- متوسطة حمد الجاسر بالرياض.
- مستشفى حديث في مسقط رأسه في قرية البرود.
- قاعة حمد الجاسر بجامعة الملك سعود بالرياض.
- قاعة حمد الجاسر في مؤسسة اليمامة الصحفية في الرياض.
- مجسم جغرافي بارز بجامعة آل البيت بالأردن.
- إحدى القاعات الكبرى بجامعة آل البيت باسم حمد الجاسر.
- شارع في مدينة تبوك بالسعودية.
- شارع في حي الورود بالرياض.
- شارع في حي الروضة بجدة.
- مدرسة حمد الجاسر الابتدائية والمتوسطة والثانوية للبنين بمسقط رأسه بقرية البرود.
- حديقة في حي المحمدية بالرياض.

## وصلات خارجية
- حمد الجاسر.. عاشق المعرفة والتاريخ والصحافة.
- مركز حمد الجاسر الثقافي.